# Tenoch Huerta
Tenoch Huerta Mejía (Espanhol: [teˈnotʃ ˈweɾta]; Cidade do México, 29 de janeiro de 1981) é um ator mexicano. Ele apareceu em uma série de filmes na América Latina e na Espanha, estrelando tanto em longas como em curtas-metragens. Ele é um dos atores do livro 30 Actors Made in Mexico, de Mónica Maristain.
Em 2009, ele apareceu no filme Sin nombre de Cary Joji Fukunaga no papel de Li'l Mago, líder da facção Tapachula da notória gangue Mara Salvatrucha. Em 2018, ele começou a interpretar Rafael Caro Quintero em Narcos: Mexico da Netflix.
Interpretou o antagonista Namor no filme Black Panther: Wakanda Forever da Marvel Studios, que foi lançado em 2022.

## Prêmios
Melhor Ator no Festival de Curtas-Metragens da Cidade do México, por sua atuação no Café paraíso de Alonso Ruiz Palacio.

## Filmografia

### Cinema
| Ano  | Título                                       | Papel                                    | Notas       |
| ---- | -------------------------------------------- | ---------------------------------------- | ----------- |
| 2006 | Así del precipicio                           | Limpador de janelas                      |             |
| 2007 | Malamados, en la soledad todo esta permitido | Aarón                                    |             |
| 2007 | Déficit                                      | Adán                                     |             |
| 2007 | La zona                                      | Mario                                    |             |
| 2008 | Sleep Dealer                                 | David Cruz                               |             |
| 2008 | Café paraíso                                 | Gallo                                    | Curta       |
| 2008 | Road to Fame                                 | Domingo                                  |             |
| 2008 | Nesio                                        | El Araña                                 |             |
| 2008 | Soy mi madre                                 | Ramón                                    |             |
| 2008 | Just Walking                                 | David                                    |             |
| 2009 | Sin nombre                                   | Lil' Mago                                |             |
| 2009 | El horno                                     | Namorado                                 | Curta       |
| 2010 | Marea alta                                   | Gerónimo                                 |             |
| 2010 | Depositarios                                 | Andrés                                   |             |
| 2010 | Chicogrande                                  | Doctor Terán                             |             |
| 2010 | ¿Cómo has estado?                            | Obsmar                                   | Curta       |
| 2010 | El Infierno                                  | O Diabo                                  |             |
| 2010 | Busco empleo                                 | Ramn                                     | Curta       |
| 2011 | Cristeros y Federales                        | Soldier                                  | Curta       |
| 2011 | Días de gracia                               | Teacher / Lupe                           |             |
| 2012 | Vacaciones en el infierno                    | Carlos                                   |             |
| 2012 | Cristiada                                    |                                          | Sem crédito |
| 2012 | Colosio: El asesinato                        | Jesús "Chuy"                             |             |
| 2012 | De tierra                                    | Julio                                    | Curta       |
| 2012 | La vida precoz y breve de Sabina Rivas       | Juan                                     |             |
| 2012 | Penumbra                                     | Ángel                                    | Curta       |
| 2013 | La banqueta                                  | Abel                                     | Curta       |
| 2013 | Stand Clear of the Closing Doors             | Ricardo Sr.                              |             |
| 2014 | Güeros                                       | Sombra                                   |             |
| 2014 | Mercy                                        | Él                                       | Curta       |
| 2014 | Escobar: Paradise Lost                       | Roldano Brother                          |             |
| 2014 | El más buscado                               | Charro Misterioso / Alfredo Ríos Galeana |             |
| 2015 | The 33                                       | Carlos Mamani                            |             |
| 2015 | Semana Santa                                 | Chávez                                   |             |
| 2015 | Camino                                       | Alejo                                    |             |
| 2015 | Spectre                                      | Mexican Man in Lift                      |             |
| 2015 | Las Aparicio                                 | Juan                                     |             |
| 2016 | La carga                                     | Francisco Tenamaztle                     |             |
| 2016 | Vive por mí                                  | Gavilán                                  |             |
| 2017 | El silencio es bienvenido                    | Soldado 1                                |             |
| 2017 | El autor                                     | Enrique                                  |             |
| 2017 | Tigers Are Not Afraid                        | El Chino                                 |             |
| 2017 | Debris                                       | Armando                                  | Curta       |
| 2018 | Bel Canto                                    | Comandante Benjamín                      |             |
| 2021 | The Forever Purge                            | Juan                                     |             |
| 2022 | Black Panther: Wakanda Forever               | Namor                                    |             |
| 2024 | Pedro Páramo                                 | Juan Preciado                            |             |
| 2026 | Avengers: Doomsday                           | Namor                                    |             |

### Televisão
| Ano       | Título                | Funções                        | Notas        |
| --------- | --------------------- | ------------------------------ | ------------ |
| 2008      | Capadocia             | Toño                           | 2 episódios  |
| 2010      | Los Minondo           | Nacho                          |              |
| 2011      | El Encanto del Águila | Emiliano Zapata                | 5 episódios  |
| 2012      | Cloroformo            | El Búfalo                      | 13 episódios |
| 2016      | Hasta Que Te Conocí   | Nereo                          | 3 episódios  |
| 2015–2016 | Mozart in the Jungle  | Manuel                         | 2 episódios  |
| 2016–2017 | Blue Demon            | Alejandro Muñoz / Demônio Azul | 65 episódios |
| 2018      | Here on Earth         | Adán Cruz                      | 8 episódios  |
| 2018–2020 | Narcos: México        | Rafael Caro Quintero           | 11 episódios |